# 装飾隠者

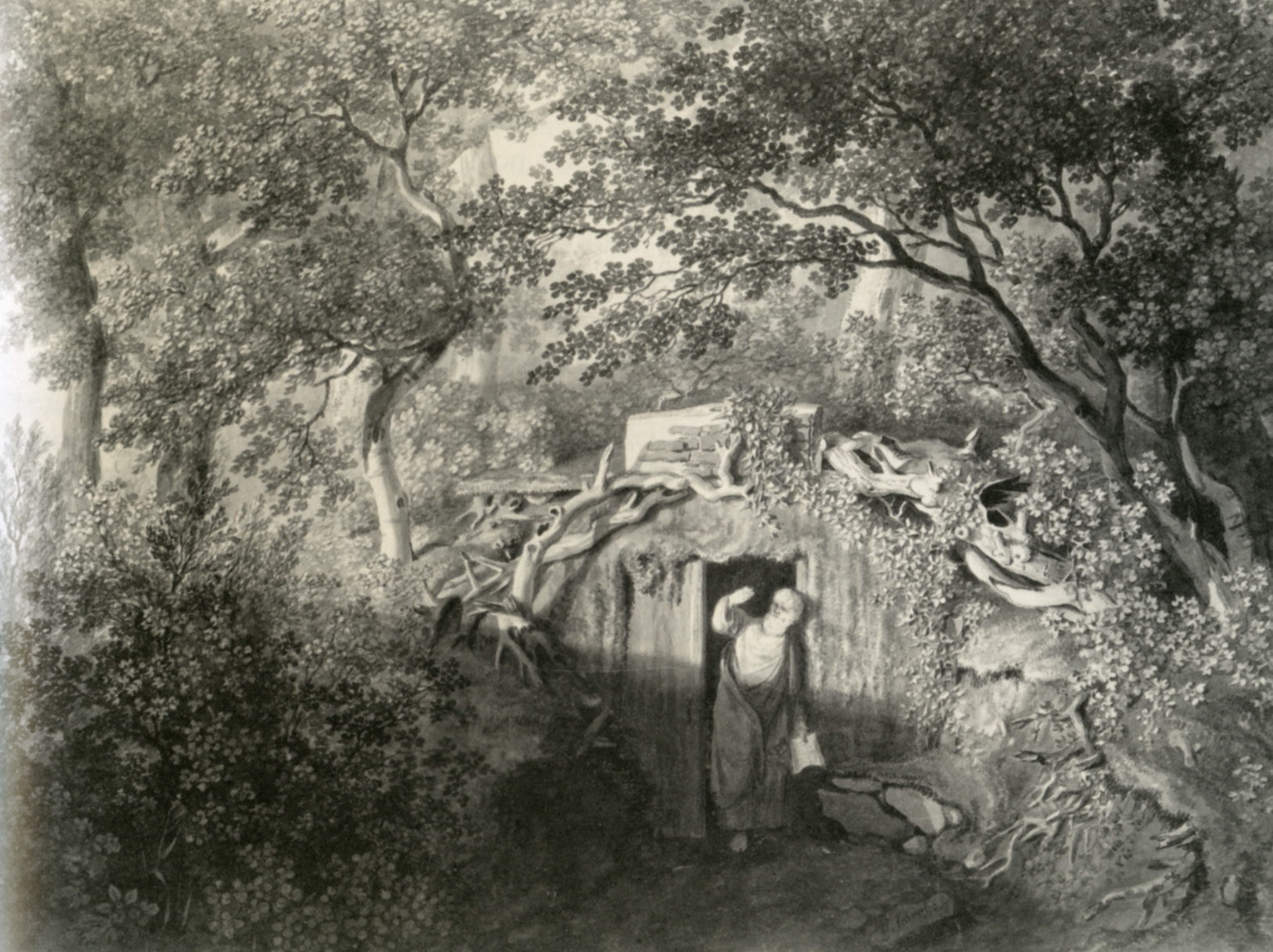
18世紀末ドイツの装飾隠者を描いた絵画

装飾隠者または雇われ隠者（英語：Decorative hermit, Hired hermit）は、主に18世紀の富裕層の地所に作られた庵（en:Hermitage）や塔（フォリー）、岩屋（en:Grotto）、築山（rockery）に住まわされた隠者をいう。そのような隠者はドルイド僧のような服装で庭園に置物のように据え置かれ、そこで食事などの世話をされ、助言を求められたり余興として眺められることもあった。

## 歴史
レスター大学のゴードン・キャンベル教授は、パオラ（イタリア）の聖フランチェスコがこの流行の始まりの一端だったと示唆する。フランチェスコは15世紀初期、彼の父の地所にある洞窟で隠者として生活した。後に彼はフランス王シャルル8世に腹心の友、助言者として仕えた。その後、フランス中の公爵や貴族の地所では、敬虔な隠者が住み込める小さな礼拝堂などの建物が作られた。キャンベル教授によると、よく知られた隠者の住居（小さな家や礼拝堂、庭を含む）がある最初の地所は、16世紀に枢機卿シャルル1世・ド・ブルボンにより改築されたガイヨン城であるという。
装飾隠者は18世紀から19世紀初期にイギリスの貴族階級からもてはやされた。当時の記録から、ウェルド一族がドーセットのラルワース・エステート）に建てた庵に装飾隠者を住まわせたことがわかる。ペインズヒル公園とホークストーン公園）も装飾隠者を雇っていたと言われる。
この流行は1830年代まで続き、地所の景観設計の考え方が変化するにつれ下火になった。

## 概念
18世紀や19世紀においても、装飾隠者は目新しく風変わりなものであった。岩屋は18世紀に瞑想や休息、内省のために引きこもる場所として人気が出た。産業革命によって生産活動に重点が移り、庭園での瞑想はぜいたくな時間の使い方であるという見方もあった。収入の増加と結びついた個人の自由な時間の不足、庭園における「自然のままの」景観設計の人気や新古典主義文化の隆盛によって、目新しい招待客としての装飾隠者という考え方が注目される環境が整った。
初期の事例では、隠者の存在は具体的に現すというより、簡単に表したりほのめかす程度であった。例えば、塔や岩屋の外に、小さな机や椅子、読書用眼鏡や古典が置かれ、隠者が生活する場所であることが示された。後に、そのようなほのめかしは現実の隠者に置き換えられた。小さな建造物に住み、他の庭園装飾品と同じような役割を果たすためだけに雇われた男性たちである。隠者たちは時折、招待客のために時間を空けるよう求められ、問いに答えたり、助言を与えたりした。ある場合では、隠者たちは来訪者と意思の疎通を図らず、終始舞台劇や生のジオラマのように振る舞った。
隠者は住み込みでの奉仕に対する見返りとして、部屋と賄いに加えて俸給（en:stipend）をたいてい受け取った。

## 大衆文化における装飾隠者
- トム・ストッパードの戯曲『アルカディア』（1993）（en）では、登場人物の一人による研究の対象として装飾隠者の事例が取り扱われている。
- Steve Himmerの小説『The Bee-Loud Glade』（2011）は装飾隠者によって語られている。
- テリー・プラチェットの小説『Snuff』（2011）（en）の中で、登場人物のSam Vimes（en）は妻の故郷の地所に装飾隠者が住んでいたことを知る。